# Churchkhela

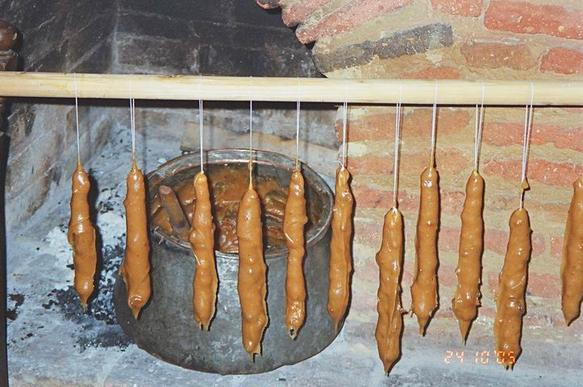
Fabricarea ciurcihelelor: nuci acoperite cu suc de struguri

Ciurcihela (în georgiană: ჩურჩხელა) este un produs de cofetărie georgian care se consumă ca desert. Este vorba de nuci sau alune de pădure, care, în formă clasică, sunt acoperite cu ciocolată și cu suc de struguri. Variante ale acestuia sunt făcute și din alte sucuri de fructe.

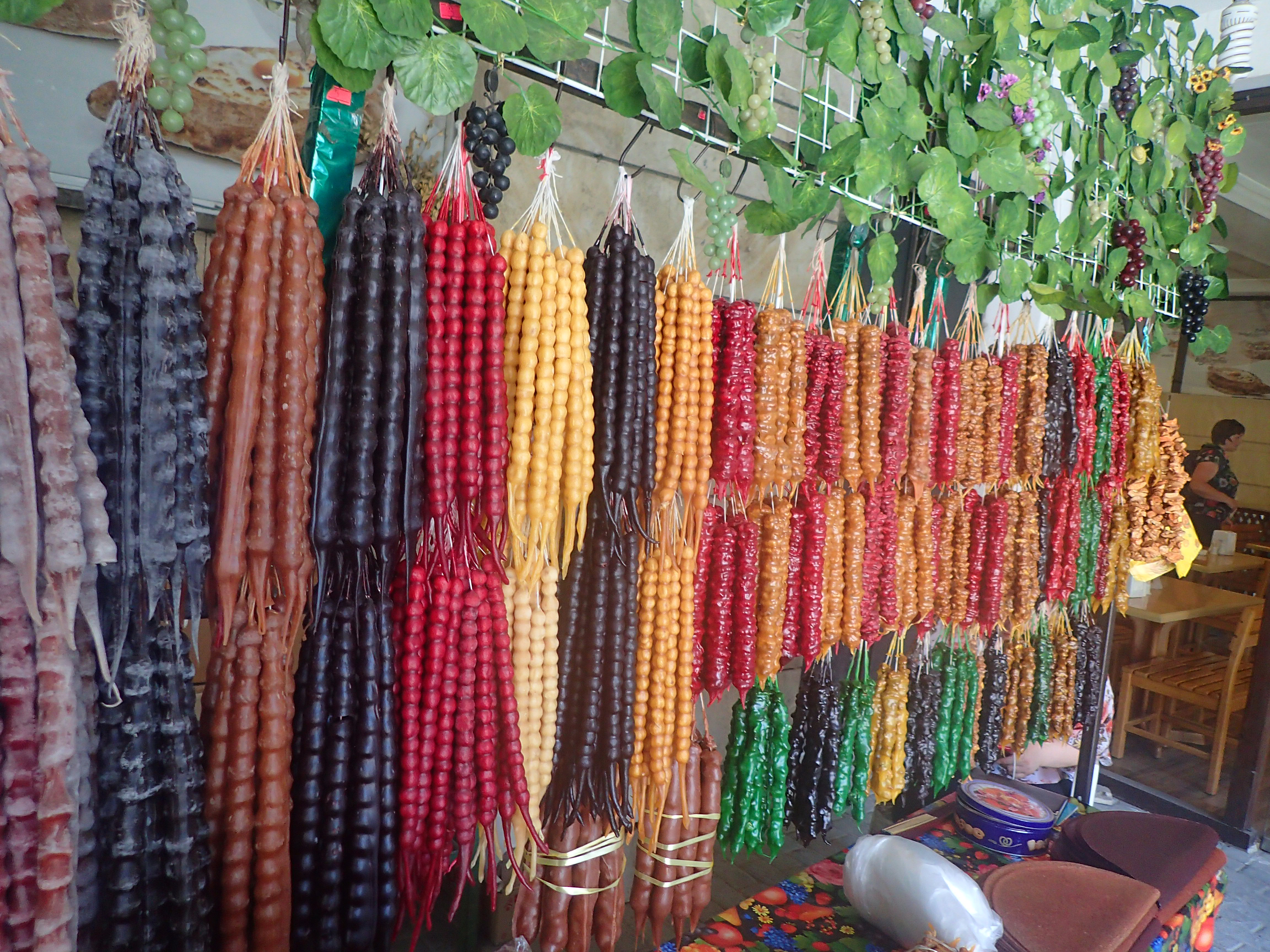
Ciurcihela este un produs tipic georgian, care este oferit peste tot în piețe, de vânzători sau de fermierii de pe marginea drumului.

Acest produs de cofetărie este popular sub alte denumiri: în Armenia, Azerbaidjan, Turcia (Cevizli Sucuk) și Cipru (Suțukos).